# Stammstrecke 1 (Stadtbahn Düsseldorf)
Die Stammstrecke 1 in Düsseldorf gehört zu den ersten beiden Hauptstrecken der Stadtbahn Düsseldorf. Im Innenstadttunnel wird die Strecke 1 mit der Strecke 2 für 4 U-Bahnhöfe zusammengefädelt. Es existieren insgesamt 9 U-Bahnhöfe entlang der Strecke, welche von vier Linien der Stadtbahn befahren wird. Drei Zulaufstrecken führen in den Großraum Düsseldorf.

## Geschichte
Nach einem Ratsbeschluss der Stadt Düsseldorf im Jahr 1969 zum Bau eines Stadtbahnsystems in Düsseldorf wurde am 24. März 1973 mit den Bauarbeiten der ersten Strecke begonnen. Hierbei wurde bis 1981 eine Tunnelstrecke zwischen der Heinrich-Heine-Allee (Rampe Opernhaus), unter den Hofgarten durch bis zur Kaiserswerther Straße, wo die Tunnelstrecke an der Rampe Kennedydamm endet. Eröffnet wurde diese Strecke am 3. Oktober 1981. Von da an existierten die zwei ersten unterirdischen Stationen Nordstraße und Klever Straße (in den 2000er Jahren umbenannt in Victoriaplatz/Klever Straße). Da man in den 1980er Jahren darauf hinarbeitete, einen innerstädtischen Tunnel zu errichten, gingen die Bauarbeiten nach der Eröffnung weiter. Kurz vor Beendigung wurde im Zeitraum zwischen 22. März und 6. Mai 1988 der Anschluss zwischen der Stammstrecke 1 und der fertig gebauten Stammstrecke 2 hergestellt. Zu diesem Zeitpunkt musste die Linie 718 über die alte Straßenbahnstrecke über Kaiserswerther Straße und Fischerstraße zur Endstelle Jan-Wellem-Platz geführt werden, während die Linien 79 und 711 am U-Bahnhof Nordstraße wendeten. Nachdem die Stammstrecke 2 am 7. Mai 1988 eröffnet wurde, konnten diese drei Linien bis zur neuen Endstelle Düsseldorf Hbf verkehren. Im Zuge dieses Anschlusses wurde die Rampe Opernhaus abgerissen. In den späten 1990er Jahren wurde die ehemals viergleisige Strecke zwischen Theodor-Heuss-Brücke und Freiligrathplatz umgebaut. Aus niederflurigen Haltestellen wurden hochflurige Bahnsteige und die Strecke wurde nun zweigleisig angelegt. Die Haltestelle Freiligrathplatz führte bislang nur für die Linie U78 einen hochflurigen Bahnsteig, während die Linie U79 noch die niederflurigen Straßenbahnhaltestellen bediente. Nach monatelanger Bauzeit wurden auch für die U79 am 14. September 2009 zwei hochflurige Seitenbahnsteige eröffnet.

## Verlauf
Die Erste Stadtbahnstrecke weist neun U-Bahnhöfe im Düsseldorfer Stadtgebiet auf und ist mit drei Zulaufstrecken nach Wersten, Universität Ost, Stockum, Kaiserswerth, Wittlaer und einigen Stadtteilen in Duisburg verbunden.

### Nordast (D-Bahn)
| \| \| \| weiter Richtung Kaiserswerth bzw. Duisburg (Siehe D-Bahn) \| \| \| \| \| geplante Stadtbahnstrecke U81 Richtung Flughafen \| \| \| \| \| Freiligrathplatz \| \| \| \| \| Abzweig U78, (U81) \| \| \| \| \| Messe Ost/Stockumer Kirchstraße \| \| \| \| \| Nordpark/Aquazoo \| \| \| \| \| geplante Messeumfahrung (U80) \| \| \| \| \| ehem. Wendeschleife Reeser Platz (1997 stillgelegt) \| \| \| \| \| Reeser Platz \| \| \| \| \| Tunnelverlängerung geplant \| \| \| \| \| geplante Tunnelrampe \| \| \| \| \| Theodor-Heuss-Brücke \| \| \| \| \| Golzheimer Platz \| \| \| \| \| Kennedydamm \| \| \| \| \| ehem. Strecke Kaiserswerther Straße (1988 stillgelegt) \| \| \| \| \| Rampe Fischerstraße \| \| \| \| \| \| \| \| \| \| ERGO-Platz/Klever Straße \| \| \| \| \| Nordstraße \| \| \| \| \| Richtung Heinrich-Heine-Allee (siehe Innenstadttunnel) \| \| |  |                                                           |                                                           |
| U-Bahn-Strecke |  | weiter Richtung Kaiserswerth bzw. Duisburg (Siehe D-Bahn) | weiter Richtung Kaiserswerth bzw. Duisburg (Siehe D-Bahn) |
| U-Bahn-Abzweig geradeaus und ehemals von links |  | geplante Stadtbahnstrecke U81 Richtung Flughafen          | geplante Stadtbahnstrecke U81 Richtung Flughafen          |
| U-Bahn-Haltepunkt / Haltestelle |  | Freiligrathplatz                                          | Freiligrathplatz                                          |
| U-Bahn-Abzweig geradeaus, nach rechts und von rechts |  | Abzweig U78, (U81)                                        | Abzweig U78, (U81)                                        |
| U-Bahn-Haltepunkt / Haltestelle |  | Messe Ost/Stockumer Kirchstraße                           | Messe Ost/Stockumer Kirchstraße                           |
| U-Bahn-Haltepunkt / Haltestelle |  | Nordpark/Aquazoo                                          | Nordpark/Aquazoo                                          |
| U-Bahn-Abzweig geradeaus und ehemals von rechts |  | geplante Messeumfahrung (U80)                             | geplante Messeumfahrung (U80)                             |
| |  | ehem. Wendeschleife Reeser Platz (1997 stillgelegt)       |                                                           |
| U-Bahn-Haltepunkt / Haltestelle |  | Reeser Platz                                              | Reeser Platz                                              |
| U-Bahn-Verschwenkung von links (Strecke außer Betrieb) · U-Bahn-Verschwenkung von rechts |  | Tunnelverlängerung geplant                                | Tunnelverlängerung geplant                                |
| U-Bahn-Tunnelanfang (Strecke außer Betrieb) · U-Bahn-Strecke |  | geplante Tunnelrampe                                      | geplante Tunnelrampe                                      |
| U-Bahn-Bahnhof (Strecke außer Betrieb) (im Tunnel) · U-Bahn-Haltepunkt / Haltestelle |  | Theodor-Heuss-Brücke                                      | Theodor-Heuss-Brücke                                      |
| U-Bahn-Strecke (außer Betrieb) (im Tunnel) · U-Bahn-Haltepunkt / Haltestelle |  | Golzheimer Platz                                          | Golzheimer Platz                                          |
| U-Bahn-Bahnhof (Strecke außer Betrieb) (im Tunnel) · U-Bahn-Haltepunkt / Haltestelle |  | Kennedydamm                                               | Kennedydamm                                               |
| U-Bahn-Strecke (außer Betrieb) (im Tunnel) · U-Bahn-Abzweig geradeaus und ehemals nach links |  | ehem. Strecke Kaiserswerther Straße (1988 stillgelegt)    | ehem. Strecke Kaiserswerther Straße (1988 stillgelegt)    |
| U-Bahn-Strecke (außer Betrieb) (im Tunnel) · U-Bahn-Tunnelanfang |  | Rampe Fischerstraße                                       | Rampe Fischerstraße                                       |
| U-Bahn-Verschwenkung nach links (Strecke außer Betrieb) (im Tunnel) · U-Bahn-Verschwenkung nach rechts (im Tunnel) |  |                                                           |                                                           |
| U-Bahn-Bahnhof (im Tunnel) |  | ERGO-Platz/Klever Straße                                  | ERGO-Platz/Klever Straße                                  |
| U-Bahn-Bahnhof (im Tunnel) |  | Nordstraße                                                | Nordstraße                                                |
| U-Bahn-Strecke (im Tunnel) |  | Richtung Heinrich-Heine-Allee (siehe Innenstadttunnel)    | Richtung Heinrich-Heine-Allee (siehe Innenstadttunnel)    |

Die D-Bahn bildet die wichtigste Zulaufstrecke und den Nordast der Stammstrecke 1.
Sie beginnt im Innenstadttunnel und führt über die Stadtteile Düsseldorf-Stockum, Düsseldorf-Lohausen, Düsseldorf-Kaiserswerth, Düsseldorf-Wittlaer nach Duisburg.
Von ihr aus geht die U78 Richtung Messe Düsseldorf ab.

### Messeumfahrung
| \| \| \| weiter Richtung Freiligrathplatz \| \| \| \| Merkur Spiel-Arena/Messe Nord \| \| \| \| Wendeschleife Am Staad \| \| \| \| geplante Stadtbahnstrecke Richtung Neuss (U81) \| \| \| \| gepl. Rampe Messe West \| \| \| \| Messe-Süd \| \| \| \| gepl. Rampe Messe Ost \| \| \| \| Abzweig U79 \| \| \| \| Richtung Heinrich-Heine-Allee (siehe Innenstadttunnel) \| |  |                                                        |                                                        |
| U-Bahn-Strecke |  | weiter Richtung Freiligrathplatz                       | weiter Richtung Freiligrathplatz                       |
| U-Bahn-Bahnhof |  | Merkur Spiel-Arena/Messe Nord                          | Merkur Spiel-Arena/Messe Nord                          |
| |  | Wendeschleife Am Staad                                 |                                                        |
| U-Bahn-Abzweig geradeaus und nach rechts (Strecke außer Betrieb) |  | geplante Stadtbahnstrecke Richtung Neuss (U81)         | geplante Stadtbahnstrecke Richtung Neuss (U81)         |
| U-Bahn-Tunnelanfang (Strecke außer Betrieb) |  | gepl. Rampe Messe West                                 | gepl. Rampe Messe West                                 |
| U-Bahn-Bahnhof (Strecke außer Betrieb) (im Tunnel) |  | Messe-Süd                                              | Messe-Süd                                              |
| U-Bahn-Tunnelende (Strecke außer Betrieb) |  | gepl. Rampe Messe Ost                                  | gepl. Rampe Messe Ost                                  |
| U-Bahn-Abzweig ehemals geradeaus und von links |  | Abzweig U79                                            | Abzweig U79                                            |
| U-Bahn-Strecke |  | Richtung Heinrich-Heine-Allee (siehe Innenstadttunnel) | Richtung Heinrich-Heine-Allee (siehe Innenstadttunnel) |

Die Anbindung des Südeingangs des Düsseldorfer Messegeländes an das Stadtbahnnetz wird seit den 1990er Jahren forciert. Dabei wurde sowohl eine Streckenführung an der Oberfläche als auch eine im Tunnel untersucht, um dem Wunsch der Messegesellschaft nach einer besseren Verkehrsanbindung Rechnung zu tragen. Die von einer Rot-Grünen Ratsmehrheit gestützten Planungen sahen eine durchgehend oberirdische Trasse vor. Im Kommunalwahlkampf 1999 wurde die Diskussion zwischen einer oberirdischen und einer Tunnellösung von einer Bürgerinitiative thematisiert und zu einem stadtweiten Thema. Infolge der Wahl und dem Wechsel zu einer schwarz-gelben Ratsmehrheit wurde das Konzept für eine oberirdische Lösung verworfen und die Verwaltung mit der Untersuchung einer im Tunnel geführten Strecke beauftragt.

### Stockum – Arena
| \| \| \| gepl. Richtung Flughafen – Stammstrecke 5 (U81) \| \| \| \| \| gepl. Rampe Danziger Straße \| \| \| \| \| Abzweig U79 \| \| \| \| \| Freiligrathplatz U79 \| \| \| \| \| Abzweig Richtung Innenstadt – U78, U79 \| \| \| \| \| Freiligrathplatz U78 \| \| \| \| \| Wendeschleife Freiligrathplatz \| \| \| \| \| Mörikestraße \| \| \| \| \| \| \| \| \| \| Sportpark Nord/Europaplatz \| \| \| \| \| \| \| \| \| \| Merkur Spiel-Arena/Messe Nord \| \| \| \| \| Wendeschleife Am Staad \| \| \| \| \| geplante Messeumfahrung (U80) \| \| \| \| \| gepl. Stadtbahnstrecke Richtung Neuss (U81) \| \| |  |                                                 |                                                 |
| U-Bahn-Strecke (außer Betrieb) (im Tunnel) |  | gepl. Richtung Flughafen – Stammstrecke 5 (U81) | gepl. Richtung Flughafen – Stammstrecke 5 (U81) |
| U-Bahn-Tunnelende (Strecke außer Betrieb) |  | gepl. Rampe Danziger Straße                     | gepl. Rampe Danziger Straße                     |
| U-Bahn-Abzweig ehemals geradeaus und von rechts |  | Abzweig U79                                     | Abzweig U79                                     |
| U-Bahn-Haltepunkt / Haltestelle |  | Freiligrathplatz U79                            | Freiligrathplatz U79                            |
| U-Bahn-Abzweig geradeaus, nach links und von links |  | Abzweig Richtung Innenstadt – U78, U79          | Abzweig Richtung Innenstadt – U78, U79          |
| U-Bahn-Haltepunkt / Haltestelle |  | Freiligrathplatz U78                            | Freiligrathplatz U78                            |
| |  | Wendeschleife Freiligrathplatz                  |                                                 |
| U-Bahn-Haltepunkt / Haltestelle |  | Mörikestraße                                    | Mörikestraße                                    |
| U-Bahn-Strecke von links · U-Bahn-Abzweig geradeaus und nach rechts |  |                                                 |                                                 |
| U-Bahn-Bahnhof · U-Bahn-Strecke |  | Sportpark Nord/Europaplatz                      | Sportpark Nord/Europaplatz                      |
| U-Bahn-Strecke nach links · U-Bahn-Abzweig geradeaus, nach rechts und von rechts |  |                                                 |                                                 |
| U-Bahn-Bahnhof |  | Merkur Spiel-Arena/Messe Nord                   | Merkur Spiel-Arena/Messe Nord                   |
| |  | Wendeschleife Am Staad                          |                                                 |
| U-Bahn-Abzweig geradeaus und nach links (Strecke außer Betrieb) |  | geplante Messeumfahrung (U80)                   | geplante Messeumfahrung (U80)                   |
| U-Bahn-Strecke (außer Betrieb) |  | gepl. Stadtbahnstrecke Richtung Neuss (U81)     | gepl. Stadtbahnstrecke Richtung Neuss (U81)     |

Dies ist der zweite Abzweig der 1. Stammstrecke in Düsseldorf. Dieser Abzweig wurde bereits in den 1920er Jahren zur Erschließung des 2002 abgerissenen Rheinstadions gebaut. Im Zusammenhang mit der Reichsausstellung Schaffendes Volk auf dem Gelände des Nordparks in den 1930er Jahren wurde die Zulaufstrecke auf der Kaiserswerther Straße bereits ab dem Reeser Platz auf vier Gleise erweitert um dem zu erwartenden Fahrgastaufkommen gerecht zu werden. Somit konnte die Straßenbahn zum Stadion mit einem weitaus dichteren Takt bedient werden, da die ebenfalls dort verkehrende Schnellbahn nach Duisburg durch den Umbau ihr eigenes Gleispaar erhielt.
Mit der Inbetriebnahme des Innenstadttunnels 1988 wurde dieser Abschnitt Bestandteil der Stadtbahn Düsseldorf. In den 1990er Jahren wurde der viergleisige Ausbau wieder auf zwei Gleise zurückgebaut. Alle Stationen in diesem Verlauf erhielten großzügig ausgebaute und barrierefreie Hochbahnsteige in Mittellage. Im Jahr 2004 erhielt der Abzweig zur bereits neu eröffneten damaligen LTU arena den neuen U-Bahnhof Arena/Messe Nord und damit eine neue Endstelle. Wenn keine Veranstaltungen stattfinden, fahren die Züge der U78 alle 30 Minuten über die Haltestelle Sportpark Nord/Europaplatz, die anderen Züge fahren direkt zur Arena. Bei Veranstaltungen wird die Haltestelle Sportpark Nord/Europaplatz nicht bedient.

### Süd
| \| \| \| Richtung Hauptbahnhof (siehe Innenstadttunnel) \| \| \| \| Oberbilker Markt/Warschauer Straße \| \| \| \| Ellerstraße \| \| \| \| Oberbilk S S1, S6, S68 (bis 2012 Oberbilk Bf./PhilipsHalle) \| \| \| \| Rampe Siegburger Straße \| \| \| \| Kaiserslauterner Straße – U79 \| \| \| \| Wendeanlage Kaiserslauterner Straße \| \| \| \| ehem. Abzweig Betriebshof Wersten (1993 stillgelegt) \| \| \| \| Provinzialplatz \| \| \| \| Werstener Dorfstraße \| \| \| \| Richtung Bilk (U72, U79) \| \| \| \| Opladener Straße \| \| \| \| Ickerswarder Straße \| \| \| \| Elbbruchstraße \| \| \| \| Holthausen – U76 \| \| \| \| Wendeschleife Holthausen \| \| \| \| Niederheid \| \| \| \| Am Trippelsberg \| \| \| \| Schöne Aussicht \| \| \| \| Kappeler Straße \| \| \| \| Schloss Benrath \| \| \| \| Urdenbacher Allee \| \| \| \| Benrath S6, S68 \| \| \| \| Benrath, Betriebshof – U72 \| \| \| \| Wendeschleife Benrath Btf \| |  |                                                             |                                                             |
| U-Bahn-Strecke (im Tunnel) |  | Richtung Hauptbahnhof (siehe Innenstadttunnel)              | Richtung Hauptbahnhof (siehe Innenstadttunnel)              |
| U-Bahn-Bahnhof (im Tunnel) |  | Oberbilker Markt/Warschauer Straße                          | Oberbilker Markt/Warschauer Straße                          |
| U-Bahn-Bahnhof (im Tunnel) |  | Ellerstraße                                                 | Ellerstraße                                                 |
| U-Bahn-Bahnhof mit S-Bahn-Halt (im Tunnel) |  | Oberbilk S S1, S6, S68 (bis 2012 Oberbilk Bf./PhilipsHalle) | Oberbilk S S1, S6, S68 (bis 2012 Oberbilk Bf./PhilipsHalle) |
| U-Bahn-Tunnelende |  | Rampe Siegburger Straße                                     | Rampe Siegburger Straße                                     |
| U-Bahn-Haltepunkt / Haltestelle |  | Kaiserslauterner Straße – U79                               | Kaiserslauterner Straße – U79                               |
| |  | Wendeanlage Kaiserslauterner Straße                         |                                                             |
| U-Bahn-Abzweig geradeaus, ehemals nach links und ehemals von links |  | ehem. Abzweig Betriebshof Wersten (1993 stillgelegt)        | ehem. Abzweig Betriebshof Wersten (1993 stillgelegt)        |
| U-Bahn-Haltepunkt / Haltestelle |  | Provinzialplatz                                             | Provinzialplatz                                             |
| U-Bahn-Haltepunkt / Haltestelle |  | Werstener Dorfstraße                                        | Werstener Dorfstraße                                        |
| U-Bahn-Abzweig geradeaus, nach rechts und von rechts |  | Richtung Bilk (U72, U79)                                    | Richtung Bilk (U72, U79)                                    |
| U-Bahn-Haltepunkt / Haltestelle |  | Opladener Straße                                            | Opladener Straße                                            |
| U-Bahn-Haltepunkt / Haltestelle |  | Ickerswarder Straße                                         | Ickerswarder Straße                                         |
| U-Bahn-Haltepunkt / Haltestelle |  | Elbbruchstraße                                              | Elbbruchstraße                                              |
| U-Bahn-Haltepunkt / Haltestelle |  | Holthausen – U76                                            | Holthausen – U76                                            |
| |  | Wendeschleife Holthausen                                    |                                                             |
| U-Bahn-Haltepunkt / Haltestelle |  | Niederheid                                                  | Niederheid                                                  |
| U-Bahn-Haltepunkt / Haltestelle |  | Am Trippelsberg                                             | Am Trippelsberg                                             |
| U-Bahn-Haltepunkt / Haltestelle |  | Schöne Aussicht                                             | Schöne Aussicht                                             |
| U-Bahn-Haltepunkt / Haltestelle |  | Kappeler Straße                                             | Kappeler Straße                                             |
| U-Bahn-Haltepunkt / Haltestelle |  | Schloss Benrath                                             | Schloss Benrath                                             |
| U-Bahn-Haltepunkt / Haltestelle |  | Urdenbacher Allee                                           | Urdenbacher Allee                                           |
| U-Bahn-Bahnhof mit S-Bahn-Halt |  | Benrath S6, S68                                             | Benrath S6, S68                                             |
| U-Bahn-Haltepunkt / Haltestelle |  | Benrath, Betriebshof – U72                                  | Benrath, Betriebshof – U72                                  |
| |  | Wendeschleife Benrath Btf                                   |                                                             |

Die südliche Zulaufstrecke beginnt östlich des Hauptbahnhofs und führt über die Stadtteile Oberbilk und Wersten nach Holthausen. Dieser Abschnitt war Teil einer der älteren Straßenbahnstrecken, welche zu Beginn von der Linie 18 befahren wurde. Diese Linie verband bereits vor dem Lückenschluss Uni–Wersten und der damit verbundenen Verlängerung der Linie 1 (heute 701) die Düsseldorfer Innenstadt mit dem heutigen Stadtteil Benrath.
Die ehemals oberirdische Straßenbahntrasse verlief ab der heutigen Mitsubishi Electric Halle stadteinwärts über die Kölner Straße und ging am Knoten Worringer Platz in das übrige Straßenbahnnetz über. Durch die Eröffnung des Innenstadttunnels im Jahre 1988 entstand südlich vom Worringer Platz in Höhe der Stahlwerkstraße eine provisorische Rampe, welche mit der Straßenbahnstrecke auf der Kölner Straße verbunden wurde. Aufgrund dessen wurde der Abschnitt zwischen Worringer Platz und der neuen Rampe zu einer reinen Betriebsstrecke umfunktioniert. Die Straßenbahnstrecke auf der Kölner und Siegburger Straße wurde somit Teil des Düsseldorfer Stadtbahnnetzes. 1994 begann der Bau einer Tunnelverlängerung von der Rampe Stahlwerkstraße unterhalb der Kölner Straße bis zur heutigen Rampe an der PhilipsHalle auf der Siegburger Straße. Mit dieser sollte auch das Nadelöhr Oberbilk/Kölner Straße umgangen und die Straße selbst entlastet werden. Fahrplanmäßig sollte die Fahrzeit der Züge zwischen Stahlwerkstraße und Oberbilker S-Bahnhof in der Hauptverkehrszeit 5 bis 6 Minuten betragen. Doch durch die häufigen Rückstaus kam es regelmäßig zu Verspätungen.
Um den Innenstadttunnel im Jahr 2001 an den neuen Tunnel anschließen zu können, wurde der Betriebsstreckenabschnitt zwischen der Rampe Stahlwerkstraße und Worringer Platz nochmals für den regulären Linienverkehr freigegeben und die Rampe entsprechend abgebaut. Die aus Holthausen kommenden Züge endeten und starteten in dieser Zeit zum letzten Mal auf dem Konrad-Adenauer-Platz am Hauptbahnhof. Dort konnte man zur Weiterfahrt mit der gleichen oder einer der anderen Linien im U-Bahnhof umsteigen. Nach der Tunneleröffnung am 15. Juni 2002 wurde die oberirdische Strecke zwischen PhilipsHalle und Worringer Platz endgültig stillgelegt. Die Kölner Straße wurde in den darauffolgenden Jahren zwischen Oberbilker Markt und dem Oberbilk S-Bahnhof entsprechend umgebaut. Auch die Siegburger Straße erhielt bis zur Anschlussstelle Düsseldorf Wersten der A 46 ein ganz neues Aussehen. Wo sich die Straßenbahn und der Individualverkehr noch insgesamt 4 Spuren teilen mussten, bekam die Stadtbahn nun einen eigenen Gleiskörper. Die stadtauswärtige Fahrbahn wurde dazu in westliche Richtung verschoben und der gesamte Querschnitt entsprechend verbreitert. Die Vorleistungen für diesen Ausbau waren bereits Jahre zuvor erkennbar, so wurden die Gebäude auf der westlichen Seite bereits im Voraus nach Hinten versetzt erbaut – ähnlich wie es derzeit an der Grafenberger Allee zwischen Licht- und Schlüterstraße zu sehen ist. Geplant war dort die Rampe für die längere Version der Wehrhahn-Linie.
Die heutige Fahrzeit der Stadtbahnwagen zwischen Düsseldorf Hbf und Oberbilk S-Bahnhof beträgt durch den Tunnel gerade einmal 5 Minuten, ohne nennenswerte Verspätungen.

### Süd – Abzweig Uni
| \| \| \| Richtung Innenstadt – U76, U79 \| \| \| \| Werstener Dorfstraße (Bstg. 1/2) \| \| \| \| Richtung Holthausen – U76 \| \| \| \| Werstener Dorfstraße (Bstg. 3/4) \| \| \| \| Südpark (Bstg. 8/9) \| \| \| \| Richtung Bilk – U72, U73 \| \| \| \| Südpark (Bstg. 3/4) \| \| \| \| gepl. Abzweig zur Universität West \| \| \| \| Universität Ost/Botanischer Garten – U73, U79 \| \| \| \| Wendeschleife Universität Ost \| |  |                                               |                                               |
| U-Bahn-Strecke |  | Richtung Innenstadt – U76, U79                | Richtung Innenstadt – U76, U79                |
| U-Bahn-Haltepunkt / Haltestelle |  | Werstener Dorfstraße (Bstg. 1/2)              | Werstener Dorfstraße (Bstg. 1/2)              |
| U-Bahn-Abzweig geradeaus, nach links und von links |  | Richtung Holthausen – U76                     | Richtung Holthausen – U76                     |
| U-Bahn-Haltepunkt / Haltestelle |  | Werstener Dorfstraße (Bstg. 3/4)              | Werstener Dorfstraße (Bstg. 3/4)              |
| U-Bahn-Haltepunkt / Haltestelle |  | Südpark (Bstg. 8/9)                           | Südpark (Bstg. 8/9)                           |
| U-Bahn-Abzweig geradeaus, nach rechts und von rechts |  | Richtung Bilk – U72, U73                      | Richtung Bilk – U72, U73                      |
| U-Bahn-Haltepunkt / Haltestelle |  | Südpark (Bstg. 3/4)                           | Südpark (Bstg. 3/4)                           |
| U-Bahn-Abzweig geradeaus und ehemals nach rechts |  | gepl. Abzweig zur Universität West            | gepl. Abzweig zur Universität West            |
| U-Bahn-Haltepunkt / Haltestelle |  | Universität Ost/Botanischer Garten – U73, U79 | Universität Ost/Botanischer Garten – U73, U79 |
| |  | Wendeschleife Universität Ost                 |                                               |

Im Zuge des Baus der Wehrhahn-Linie wird es keine Direktverbindung vom Hauptbahnhof zur Uni geben. Aus diesem Grund wurde 2009/2010 die U79 bis zur Universität verlängert. Die Strecke war komplett vorhanden, es fehlten jedoch Weichen aus Richtung Kölner Landstraße in Richtung Werstener Straße, sowie aus Richtung Werstener Straße in Richtung Universitätsstraße und umgekehrt. Im Zuge des Umbaus wurde an der Haltestelle Südpark ein Hochbahnsteig hinzugefügt. Die Bauarbeiten begannen im Juni 2009, seit dem 30. August 2010 fährt die Linie U79 bis Universität Ost/Botanischer Garten.